# Uticaj rata na decu
Broj dece u zonama oružanog sukoba je oko 250 miliona.  Oni se suočavaju sa fizičkim i mentalnim povredama nanetim za vreme ratnih iskustava.
"Oružani sukob" je definisan na dva načina prema Međunarodnom humanitarnom pravu 1) međunarodni oružani sukobi protiv dve ili više država, 2) nemeđunarodni oružani sukobi između vladinih snaga i nevladinih naoružanih grupa, ili samo između takvih grupa. 
Deca u ratnim zonama mogu da deluju kao izvršioci, pretvarajući se u vojnike. Procenjuje se da ima oko 300.000 dece vojnika širom sveta i 40 odsto njih su devojke.  Deca su takođe žrtve oružanih sukoba. Oni su primorani da se evakuišu, da služe kao deca vojnici, da boluju od polno prenosivih bolesti  i lišeni su mogućnosti obrazovanja.

## Pozadina
Videti takođe:Deca u ratu 
Prisustvo dece u ratu može se pratiti do srednjeg veka i Napoleonovih ratova. Deca su se borila u američkom građanskom ratu, značajno doprinevši u bici za novo tržište koja se odigrala u Virdžiniji (15. Maja 1864).  Deca su se takođe borila u Drugom svetskom ratu, a posebno su se istakla kao "Hitlerova omladina". Međutim, u savremeno doba, broj dečijih žrtava raste proporcionalno rastućim civilnim žrtvama. Tokom 18.,19. i početkom 20. veka, oko polovine žrtava rata bili su civili, a taj broj je dostigao skoro 90 odsto do kraja 1980. Deca su veliki sastavni deo populacije pogođene ratovima, podaci iz američkog psihološkog udruženja pokazuju da od 95 odsto civila ubijenih u poslednjih nekoliko godina "modernim oružanim sukobima" oko 50 odsto su bila deca.
Prema fondu ujedinjenih nacija za decu (UNICEF) procenjeni broj žrtava dece tokom poslednje decenije bio je: "2 miliona ubijenih, 4-5 miliona koji su postali invalidi, 12 miliona koji su ostali bez krova nad glavom, više od 1 milion koja su postala siročad ili odvojena od svojih roditelja, i nekih 10 miliona psihički traumatizovanih". Trenutno postoji više od 2 miliona dece izbeglica iz Sirije i preko 870.000 izbeglica iz Somalije. Među 100.000 ljudi koji su ubijeni u Somaliji, najmanje 10.000 su bila deca..

## Potencijalni faktori rizika na decu

### Direktna izloženost nasilju

#### Smrt i povrede
Tako što su direktno izložena nasilju, kao što su bombardovanja i borbe, deca bivaju ubijena tokom sukoba. Samo u 2017. godini bilo je 1.210 terorističkih napada širom sveta, koji su se uglavnom dešavali u regionu Bliskog istoka i 8.074 smrtnih slučajeva. Bilo je devet terorističkih incidenata sa više od stotinu poginulih u konfliktnim zonama. Pod Trampovom upravom, broj civilnih žrtava prouzrokovanim oružanim snagama SAD-a je na najvišem nivou u Siriji i Iraku. takođe, veće su šanse da se deca povrede minama. Dvadeset odsto žrtava minama su deca u državama gde su mine postavljene. Ona su često zaintrigirana šarenim izgledom mina i eksploziva. Deca mogu izgubiti vid ili sluh; izgubiti delove tela; patiti od traume. Najmanje 8.605 ljudi je ubijeno ili ranjeno od mina u 2016. godini i 6.967 žrtava 2015. godine. Većina njih su bili civili a 42 odsto civilnih žrtava su bila deca, a broj dečijih žrtava je bio najmanje 1544 u 2016. godini.

#### Seksualno nasilje
Ujedinjene nacije definišu pojam sukoba vezanih za seksualno nasilje kao "silovanje, seksualno ropstvo, prisilnu prostituciju, prisilnu trudnoću, prisilni abortus, prisilnu sterilizaciju, prinudni brak i bilo koji drugi oblik seksualnog nasilja slične težine počinjenog nad ženama, muškarcima, devojčicama ili dečacima koji se direktno ili indirektno vezuje za sukob". Više od 20.000 muslimanskih devojaka i žena su silovane u Bosni od 1992. godine. Mnogi slučajevi u Ruandi pokazuju da je svaka preživela devojka silovana. Seksualno nasilje takođe izaziva seksualno prenosive bolesti - kao što je HIV/SIDA - da se šire. Jedan od faktora je učešće u vojnim snagama jer oni seksualno zlostavljaju i iskorištavaju devojke i žene tokom sukoba.Osim toga, kako HIV-pozitivne majke rađaju decu sa HIVom bez anti-retrovirusnih lekova, rasprostranjenost HIVa/SIDE raste veoma brzo.

### Neispunjene osnovne potrebe tokom ratovanja
Rat ometa snabdevanje dece i njihovih porodica potrebama kao što su hrana, voda, sklonište, zdravstvene usluge i obrazovanje. Nedostatak ovih osnovnih potreba može dovesti do zaustavljanja dečijeg fizičkog, socio-emocionalnog i psihičkog razvoja. U slučaju Južnog Sudana, stalni nasilni konflikti zajedno sa klimatskim nestabilnostima znatno su oštetili poljoprivrednu ekonomiju. Kao rezultat toga, više od 1,1 miliona dece pati od ozbiljne nestašice hrane. U zemljama širom Afrike i Bliskog Istoka, preko 2,5 miliona dece pati od teške akutne neuhranjenosti.  Ekonomske sankcije kao što su trgovinska ograničenja međunarodne zajednice i organizacija mogu imati ulogu u ozbiljnim ekonomskim teškoćama i pogoršanju infrastrukture u zonama oružanog sukoba. Zbog toga je izuzetno teško za decu da prežive, jer su obično na samom dnu socioekonomskog statusa. Od 2011., predviđeno je da će oko pola miliona iračke dece umreti zbog posledica režima sankcija.
Štetno roditeljsko ponašanje takođe može da utiče na dečiji razvoj. Za vreme rata, porodice i zajednice ne mogu da obezbede pogodno okruženje za dečiji razvoj. Doktor Majk Vesels, profesor psihologije na Randolph-Macon univerzitetu, sa velikim iskustvom u ratnim zonama kaže: “Kada su roditelji emocionalno pogođeni ratom, to menja njihovu sposobnost da pravilno brinu o svojoj deci. Stres izazvan ratom dovodi do povećanog nasilja u porodici, stvara se obrazac koji se prenosi na decu kada i sami postanu roditelji”." Nedostatak resursa povećava kognitivno opterećenje koje utiče na pažnju, kognitivni kapacitet i sposobnost rasuđivanja i rešavanja problema. Smanjene mentalne i emocionalne sposobnosti izazvane stresom koji je prouzrokovao rat kao rezultat mogu dovesti i do smanjenja roditeljske sposobnosti i negativne promene ponašanja prema deci.
Poremećaj u obrazovanju javlja se i prilikom uništavanja škola tokom ratova. Ljudski i finansijski resursi su ugroženi tokom krize. Ujedinjene nacije govore o tome da više od 13 miliona dece nema mogućnost obrazovanja i da je više od 8,850 škola uništeno tokom oružanih sukoba na Bliskom Istoku. Prema izveštaju UNICEF-a u Jemenu je 1,8 miliona dece ostalo bez mogućnosti obrazovanja u 2015. godini. Između 2014. i 2015. godine, skoro pola miliona dece u Pojasu Gaze (Gaza Strip) nije moglo da ide u školu zbog štete na školama. U Sudanu, više od tri miliona dece ne može ići u školu zbog sukoba. U Mozambiku je oko 45% osnovnih škola uništeno tokom sukoba. Strah i neredi otežavaju deci i nastavnicima da se fokusiraju na obrazovanje. Stvara se obrazovni jaz, deca lišena osnovnog obrazovanja izgrađuju socio-emocionalne veštine i kao takva ponovo se uključuju u društvo. Pored toga, rodna ravnopravnost može biti ugrožena jer prekid obrazovanja u zonama oružanog sukoba uglavnom isključuje devojčice.

## Uticaj na psihološki razvoj dece

### Razvoj mozga
Iskustvo u ranom detinjstvu predstavlja veliki deo razvoja ljudskog mozga. Neuronske veze za senzorne sposobnosti, jezik i kognitivne funkcije se aktivno stvaraju tokom detetove prve godine. Plastičnost koja se odnosi na fleksibilnost mozga je najveća u ranim godinama razvoja. Mozak se može prilagođavati uticajima sredine u kojoj se dete nalazi. U tom smislu, deca u zonama oružanog sukoba mogu biti podložnija mentalnim problemima kao što su anksioznost i depresija, kao i fiziološkim problemima u imunološkom i centralnom nervnom sistemu.
Stres u ranom detinjstvu može ometati razvoj mozga dece, što može dovesti do fizičkih i mentalnih zdravstvenih problema. Zdrav moždani i fizički razvoj mogu biti ometani preteranom ili dugotrajnom aktivnošću sistema koji je odgovoran za stres. Iako i adrenalin i kortizol pomažu da se telo pripremi za suočavanje sa stresorima, kada se navikne na dugotrajan i nekontrolisan stres, ovaj sistem može dovesti do oštećenja u mentalnom i fizičkom zdravlju. 
Nedostatak osnovnih resursa takođe može ometati razvoj dečijeg mozga. Društveno-ekonomski status u detinjstvu utiče na razvoj neurona i utiče na kognitivne sposobnosti i mentalno zdravlje i u periodu odraslog doba. Smatra se da siromaštvo pogoršava kognitivni kapacitet. Mnoge studije su pokazale da siromaštvo u ranom detinjstvu može biti štetno zbog toga što siromašne porodice nemaju vremena i finansijskih sredstava za podsticanje razvoja dece. Ovo pokazuje da je uskraćivanje resursa u zonama oružanog sukoba izuzetno štetno za kognitivni razvoj dece tokom ratovanja. Okasha i Elkholi (2012) postavili su teoriju da psihološka imunizacija može pomoći deci koja su izložena sukobima da se bolje prilagode na stresore koje izaziva rat.

### Teorija vezanosti
Deca koja su odvojena od porodica u ranoj dobi, mogu proći kroz probleme u pogledu vezivanja. Deca mlađa od 5 godina češće su izložena većem riziku od depresije i anksioznosti u poređenju sa adolescentima.Teorija vezanosti ukazuje na to da se sposobnost deteta da stvori vezanost (da se veže) može odvratiti od devijantnih uslova okoline i reflektovati iskustva sa starateljima. Mogu se formirati različiti tipovi vezanosti sa različitim (odgajateljima) starateljima i odgojnim okruženjem. Pored toga poznato je da su različita iskustva vezanosti (privrženosti) u detinjstvu povezana sa pitanjima mentalnog zdravlja u odraslom dobu.

### Drugi psihološki uticaj
Deca u zonama rata svedoče i iskušavaju užasne nasilne aktivnosti koje mogu dovesti do razvoja psihičkih poremećaja kao što je PTSD. Do 2017, 3 miliona dece iz Sirije su svedočila efektima rata direktno. 80 procenata od 94 Iranske dece koja su bila izložena bombardovanju 13.februara 1991. su pokazala simptome PTSD. Takođe, istraživanje pokazuje da 41 procenat Palestinske dece iz Pojasa Gaze pati od PTSD. Učestalost efekata rata ima 10 do 90 procenata varijaciju u razvoju PTSD,depresije,problema sa ponašanjem. PTSD je poznat po tome što ima intergeneracijske efekte.

## Pitanje rehabilitacije

### Reintegracija u društvo za decu vojnike
Širom sveta ima oko 300 000 dece vojnika. Programi razoružanja,demobilizacije i reintegracije se izvode kako bi se oporavili deca vojnici i deca na koje je uticao rat.
Leone je 1999. predvodio UNICEF. Međutim, razoružanje je neprestano pokušavalo da privuče ženske borce koje su bile primorane da pružaju seksualne usluge, jer su se previše plašile da iskoriste proces demobilizacije.
Deca vojnici su često stigmatizovani i suočeni sa diskriminacijom u zajednici.  Reintegracija i rehabilitacija zavisi od nivoa nasilja u regionu, prihvatanje porodice i zajednice, kao i resursi kao što su programi obrazovanja i obuke za oporavak mladih pogođenih ratom. Pariski principi predlažu opsežne i detaljne smernice o reintegraciji dece povezan sa oružanim snagama ili oružanim grupama.

### Proces psihološkog tretmana
Psihološki tretman se smatra izazovnijim nakon pete godine života.
To je zbog toga što se plastičnost mozga smanjuje nakon petogodišnjeg uzrasta, jer se veći deo razvoja mozga javlja pre šeste godine. Dugoročni psihološki tretman je mnogo puta potreban.
Neka deca razvijaju otpornost i mogu da prevaziđu značajne nepovoljne okolnosti.
Smatra se da su korisne okoline u zajednici i stabilni negovatelji sposobni da izgrade kapacitete za oporavak od loših iskustava iz detinjstva.

## Programi intervencije za decu u ratnim zonama

### Narativna terapija ekspozicije
Narativna terapija izloženosti je kratkoročna individualna intervencija za lečenje PTSP-a na osnovu terapije kognitivno-bihevioralne ekspozicije.
KidNET je narativna terapija izloženosti koja se koristi kod dece pogođene ratom u dobi od 12-17 godina.
Pod ovim, stručnjak za mentalno zdravlje ohrabruje pacijente da opišu događaje iz njihovog života od rođenja do danas.
Poboljšanja kroz KidNET vide se kod dece izbeglica u istočnoj Evropi, dece pogođene genocidom u Ruandi i dece u Šri Lanki.
Testimonijalna psihoterapija je još jedan kratkotrajni individualni tretman za osobe pogođene ratom u kojima beleže svoja iskustva s traumom. Ovi snimci se kasnije analiziraju od strane lekara zajedno sa pacijentima da bi se razumelo kako su lična iskustva povezana sa traumom..

### Diad psihosocijalna podrška
Dijad psihosocijalna podrška je porodični tretman za majku i decu pogođenu ratom u cilju emocionalnog i psihološkog razvoja dece.
Jedan primer programa sproveden je u Bosni u trajanju od 5 meseci u kojem su se nedeljno održavali sastanci majki kako bi se razgovaralo o razvoju njihove dece, mehanizmima suočavanja i traumi.
Ovaj program je ukazao na neto pozitivne rezultate u smislu "povećanja telesne težine mentalnog zdravlja kod dece, i psihosocijalnog funkcionisanja dece i mentalnog zdravlja".

### Program intervencije za spremnost mladih
Program intervencije za spremnost mladih (Sierra Leone) je usmeren na mlade u ratu da tretiraju emocionalne i psihološke probleme i usvoje prosocijalno ponašanje u njima.
Studija Betancourt et al. ocenjuje rezultate iz Sijera Leona.
Izveštava o pozitivnim rezultatima.
Pogledajte i A Reference
1. "Sukob"
E. UNICEF USA.